# 貝斯勒山
47°25′31″N 10°11′17″E / 47.425188°N 10.188146°E

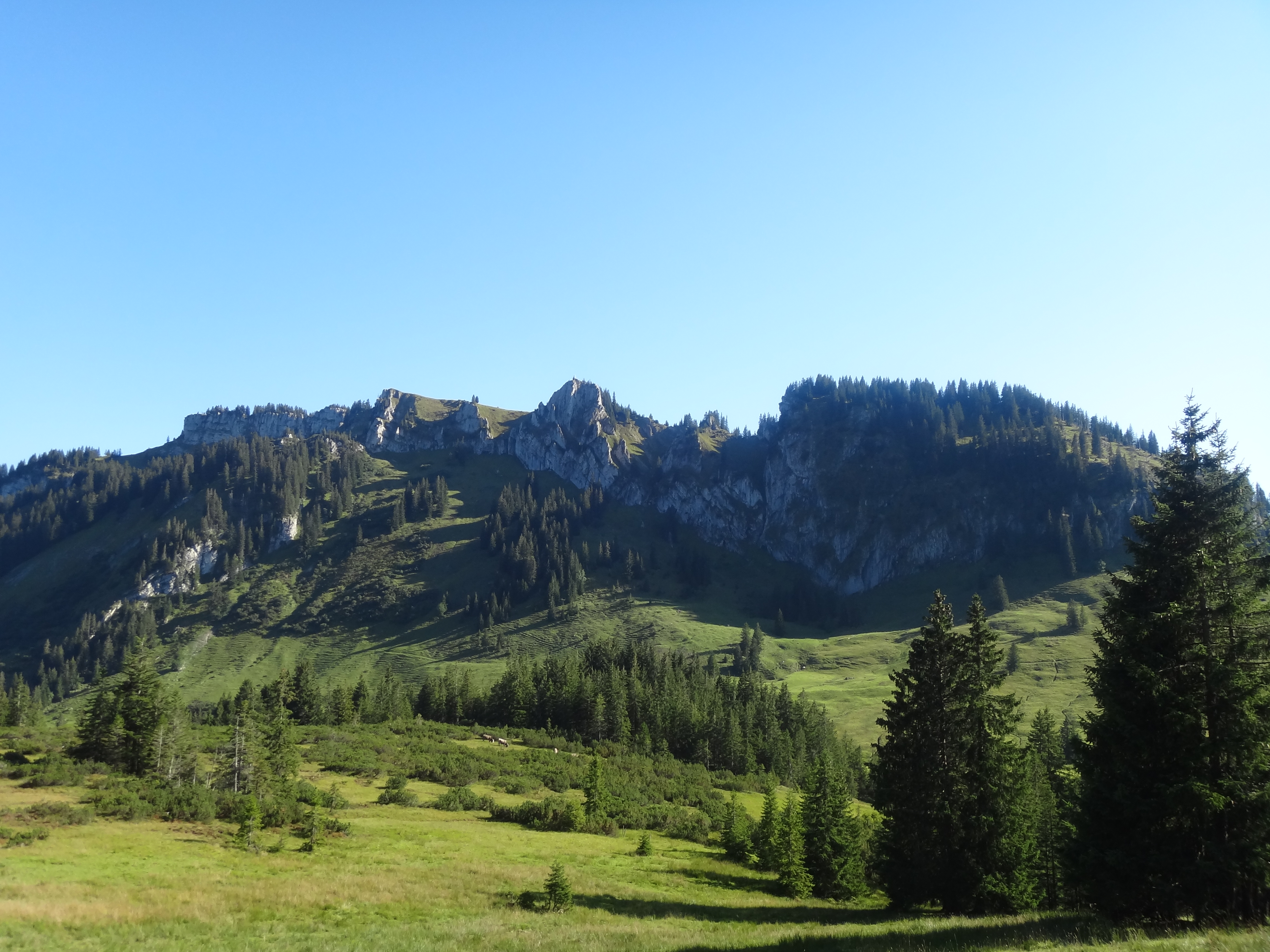

貝斯勒山（德語：Besler），是德國的山峰，位於該國東南部，由巴伐利亞負責管轄，屬於阿爾高阿爾卑斯山脈的一部分，距離萬嫩山2.4公里，海拔高度1,679米，每年平均降雨量1,730毫米。